# Волжская ТЭЦ-2
Волжская ТЭЦ-2 — тепловая электростанция (теплоэлектроцентраль) в городе Волжский Волгоградской области России. ТЭЦ находится в собственности ООО «Лукойл-Волгоградэнерго» — дочерней компании Лукойл. Волжская ТЭЦ-1 и ТЭЦ-2 являются основными источниками теплоснабжения города.

## История
Строительство второй после ТЭЦ-1 теплоэлектроцентрали в городе Волжском велось по приказу Минэнерго СССР 1980 года, новый источник был необходим для обеспечения тепловой энергией новых производственных мощностей предприятий Волжского промышленного района, а также жилой застройки города Волжский. Строительные работы начались в 1982 году. Первый энергоблок Волжской ТЭЦ-2 мощностью 80 МВт был введен в эксплуатацию 22 июня 1988 года. В 1991 заработал второй энергоблок мощностью 140 МВт. Установленная электрическая мощность турбоагрегатов на тот момент — 220 МВт, тепловая мощность — 1095 Гкал/ч. По проекту на станции планировалось установить три турбины, но строительство третьего турбоагрегата не было начато.
В 2009 году по причине недостаточной нагрузки отборов производственного пара был модернизирован турбоагрегат № 1 с увеличением электрической мощности на 20 МВт.
Волжская ТЭЦ-2 входила в энергообъединение РЭУ «Волгоградэнерго». В ходе реформы РАО ЕЭС России Волжская ТЭЦ-2 вместе с другими электростанциями Волгоградэнерго вошла в состав Территориальной генерирующей компании № 8. После вхождения в группу компаний «Лукойл» ТГК-8 была разделена на несколько компаний, ставших 100 % дочками Лукойла. ТЭЦ-2 при этом вошла в состав ООО «Лукойл-Волгоградэнерго».

## Современное положение
Волжская ТЭЦ-2 функционирует синхронно с ЕЭС России в составе Волгоградской энергосистемы, которая, в свою очередь, входит в состав объединённой энергосистемы (ОЭС) Юга. Установленная электрическая мощность ТЭЦ-2 на начало 2016 года — 240 МВт или 6 % от общей мощности электростанций области. Выработка электрической энергии в 2015 году составила 1060 млн кВт⋅ч. Электрическая энергия и мощность поставляются на федеральный оптовый рынок.
Волжская ТЭЦ-2 в режиме комбинированной выработки электрической и тепловой энергии снабжает теплом промышленные предприятия (в том числе в виде пара) и население «новой» части города. Установленная тепловая мощность ТЭЦ-2 на начало 2016 года — 945 Гкал/ч, подключенная нагрузка потребителей — 472,4 Гкал/ч. Среди крупных потребителей — Волжский трубный завод.
Волжская ТЭЦ-2 — паросиловая ТЭЦ, тепловая схема которой выполнена с поперечными связями на высокое давление пара — 130 ата. Основное оборудование станции включает:
- два турбоагрегата:
  - № 1 ПТ-100/114-130/13 мощностью 100 МВт 1988 года ввода в эксплуатацию,
  - № 2 ПТ-140/165-130/15 мощностью 140 МВт 1991 года ввода в эксплуатацию;
- три паровых котлоагрегата типа Е-420/140 ГНМ номинальной единичной паропроизводительностью 420 т/ч;
- два пиковых водогрейных котла КВГМ-180-150 единичной производительностью 180 Гкал/ч.

Основное топливо — природный газ, резервное — топочный мазут.
Высота дымовой трубы составляет 300 метров.